# لشکر ۲۷ (بریتانیا)
لشکر ۲۷ (انگلیسی: 27th Division) لشکر پیاده‌نظام نیروی زمینی بریتانیا بود، که در سال ۱۹۱۴ تأسیس شد و در سال ۱۹۱۹ منحل گردید.